# Cabañas del Castillo
Cabañas del Castillo è un comune spagnolo di 532 abitanti situato nella comunità autonoma dell'Estremadura.